# Auke de Vries
Auke de Vries (Bergum, 27 oktober 1937) is een Nederlandse beeldhouwer en tekenaar.

## Leven en werk
Auke de Vries heeft zijn opleiding ontvangen aan de Koninklijke Academie van Beeldende Kunsten in Den Haag. Aanvankelijk was hij werkzaam als schilder en graficus. Vanaf de jaren zeventig maakt hij metalen sculptures. Zijn beelden zijn lichte, abstracte constructies opgebouwd uit geometrische vormen, die lijken te zweven: lijnen, kegels, kubussen, cilinders en vlakken. De Vries laat zijn beelden aansluiten bij de architectuur ter plekke.
Van 1972 tot 1986 was hij als docent verbonden aan de Academie van Beeldende Kunsten in Den Haag en van 1986 tot 1996 aan de Rijksakademie van Beeldende Kunsten in Amsterdam. De Vries woont en werkt in Den Haag.

## Prijzen
- In 1997 is hem de Ouborgprijs toegekend.
- In 2005 ontving hij de Cultuurprijs van de stad Den Haag.
- In 2015 ontving hij de Wilhelminaring voor zijn gehele oeuvre.[1]
- In 2019 de Gerrit Benner Prijs voor Beeldende Kunst voor zijn gehele oeuvre.[2]

## Werken (selectie)
- 1973 Lelystad: Windorgel[3], Zuiderwagenplein
- 1982 Rotterdam: Maasbeeld (200 m lang)
- 1983 Amsterdam: hangende sculptuur, Meibergdreef
- 1984 Den Haag: zonder titel, Ministerie van Buitenlandse Zaken
- 1986 Den Haag: zonder titel, Expeditieknooppunt PTT
- 1992 Leeuwarden: zonder titel, Rengerslaan
- 1992 Barcelona: zonder titel
- 1992 Groningen: zonder titel aan het Hoornsepad
- 1993 Ludwigsburg (Baden-Württemberg): Schlange über Kreuzung
- 1993 Amsterdam: zonder titel, Kostverlorenvaart/Hugo de Grootgracht
- 1994 Rotterdam: sculptuur voor NAI bij het Nederlands Architectuurinstituut
- 1994 Den Haag: zonder titel onderdeel van de beeldenroute Beeldengalerij P. Struycken
- 2000 Hannover: zonder titel - geschenk Nederland t.g.v. de Wereldtentoonstelling Expo 2000
- 2001 Berlijn: Landed of Gelandet (Daimler Chrysler Gebouw/Debis Haus)
- 2001 Maagdenburg (Saksen-Anhalt): Für Daphne
- 2002 Haarlemmermeer: Ruimtetempel op Big Spotters Hill, Floriade 2002
- 2002 Aberdeen: Apparition in het Tyrebagger Forest
- 2002 Lelystad: zonder titel[4], Stationsplein West
- 2005 Ede: zonder titel, op de markt
- 2005 Den Haag: zonder titel Paleistuin Noordeinde (geplaatst tussen 2005 en 2007)
- 2005 Wiesbaden: zonder titel, Kranzplatz

## Fotogalerij

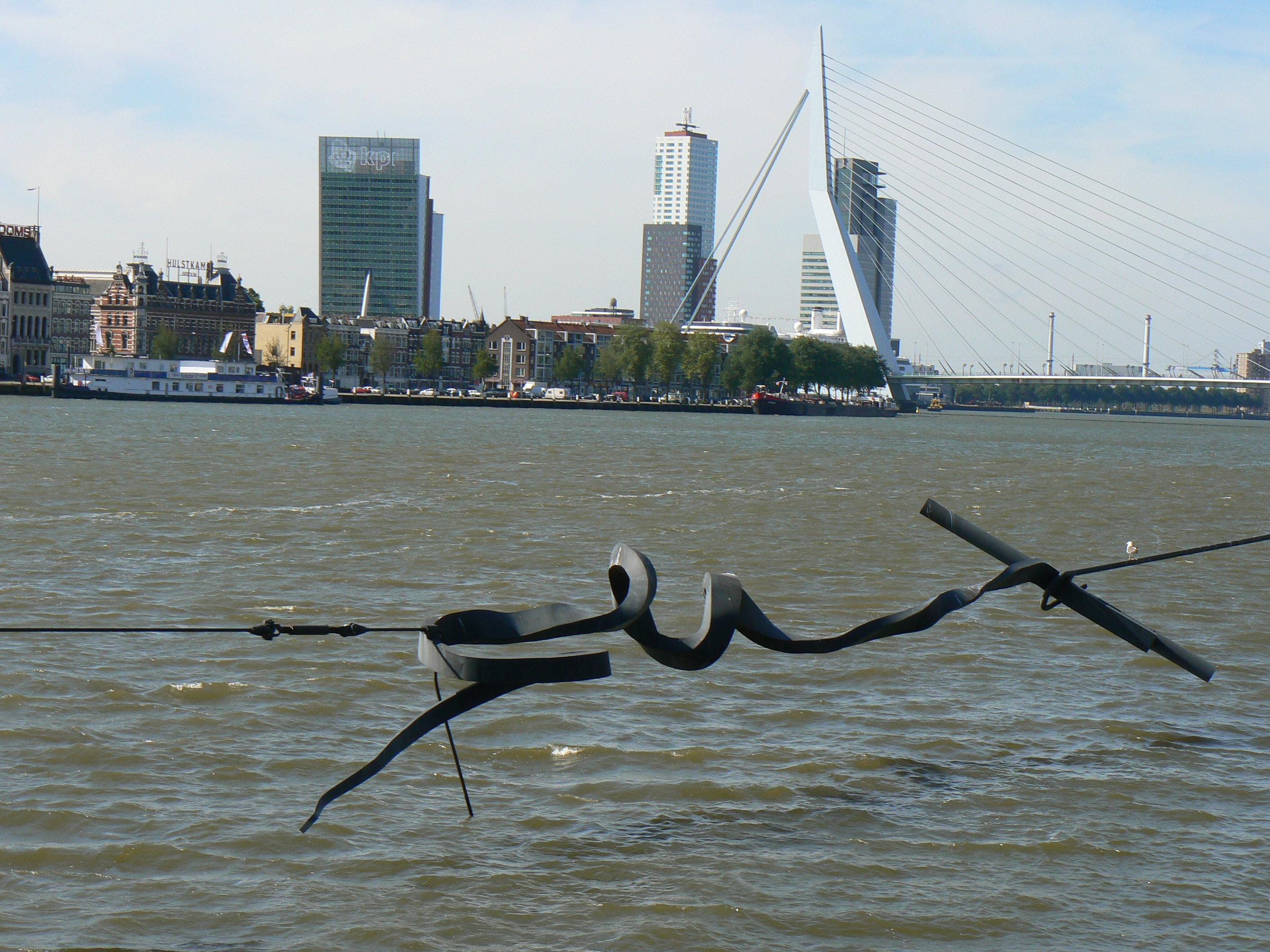
detail van Maasbeeld (1982) in Rotterdam
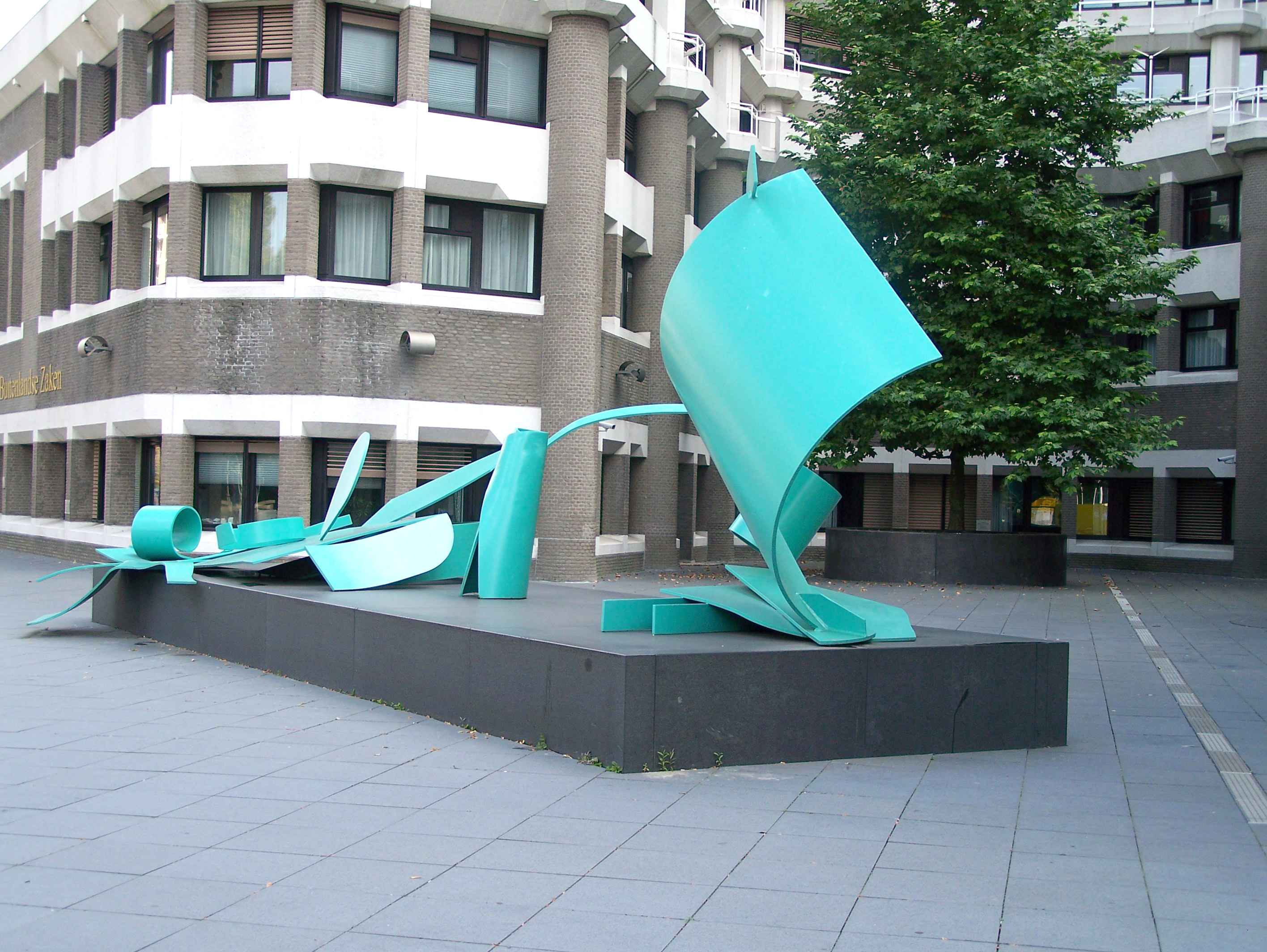
zonder titel (1984), Den Haag
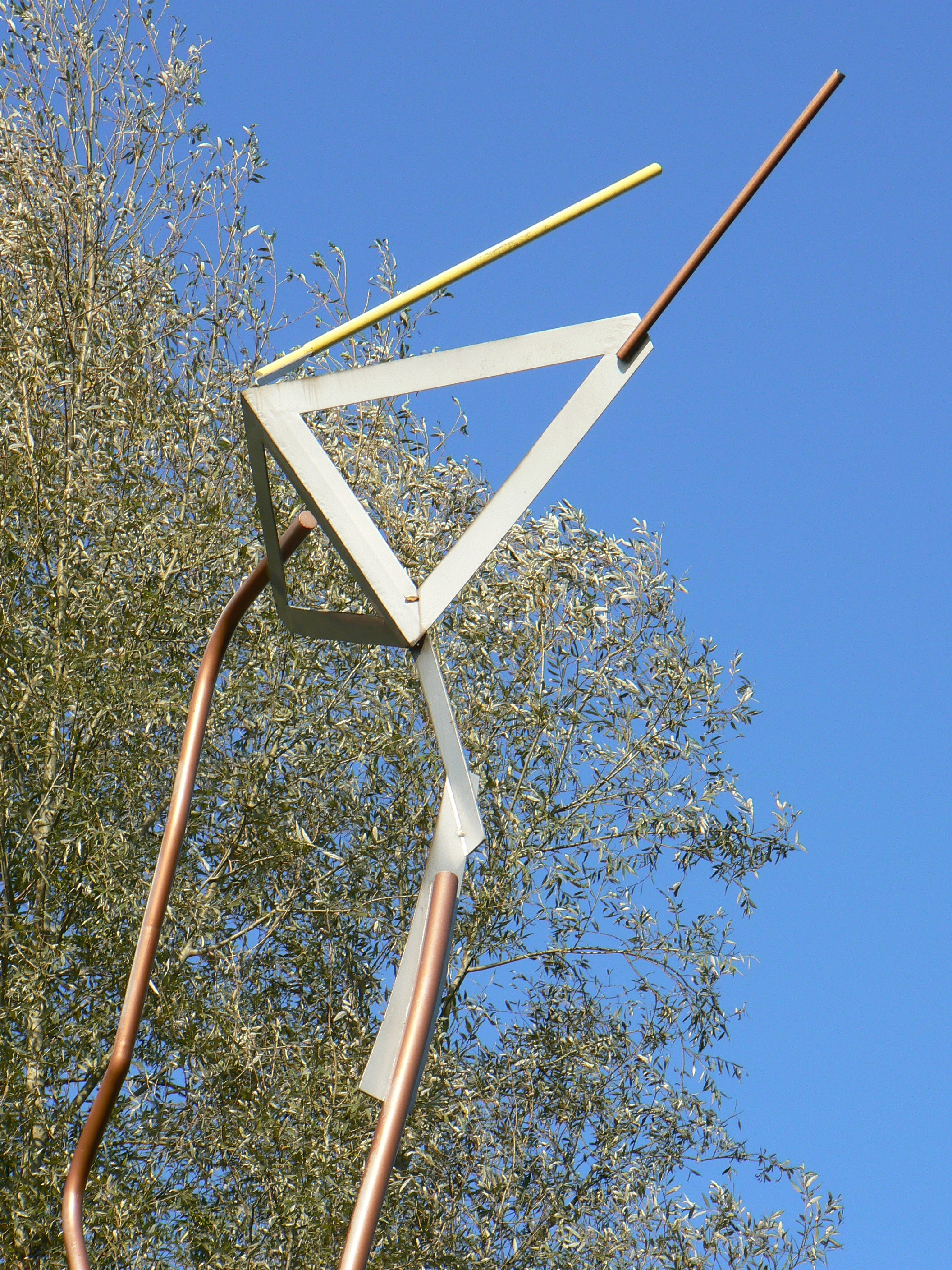
zonder titel (1992), Groningen
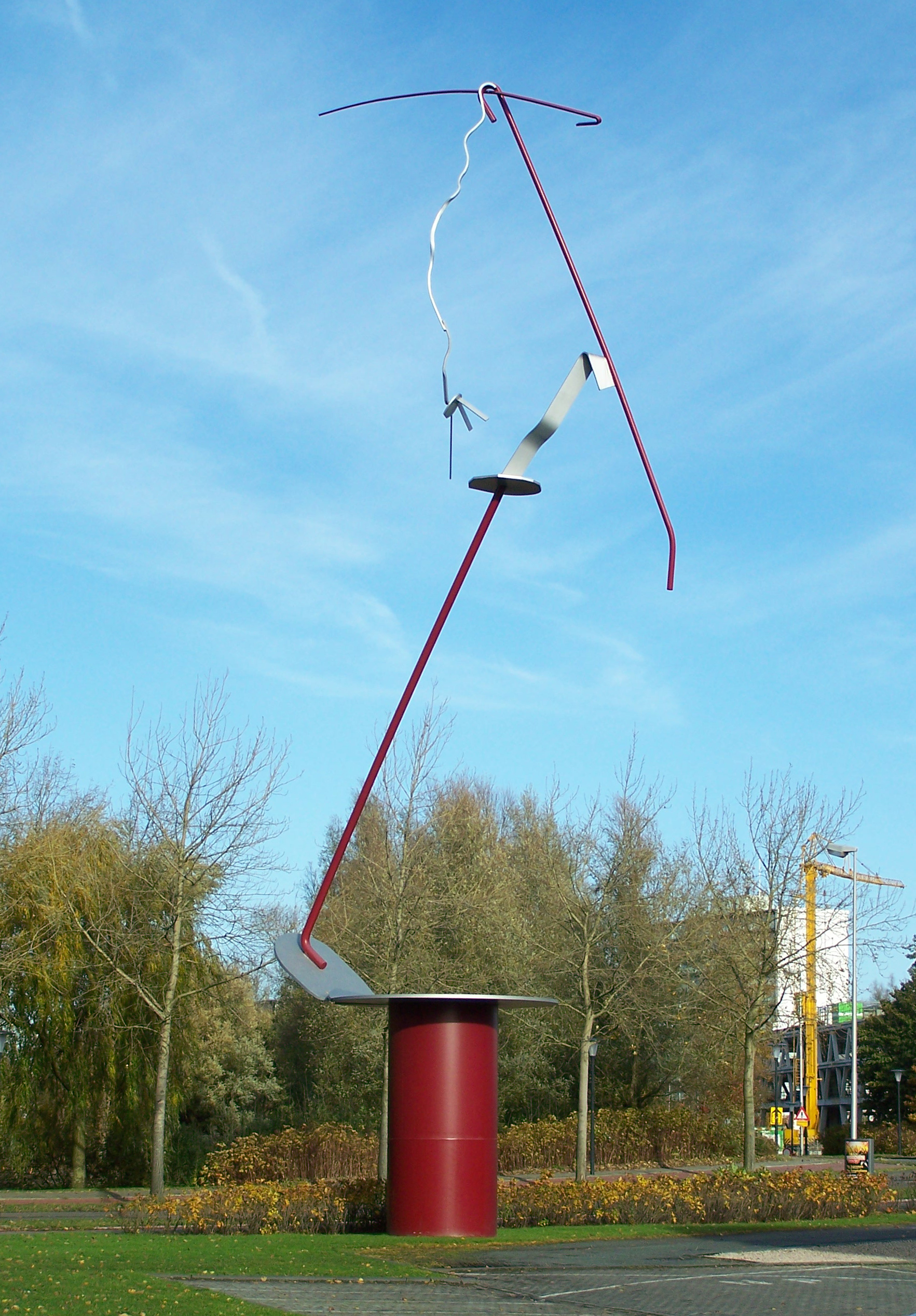
zonder titel (1992), Leeuwarden
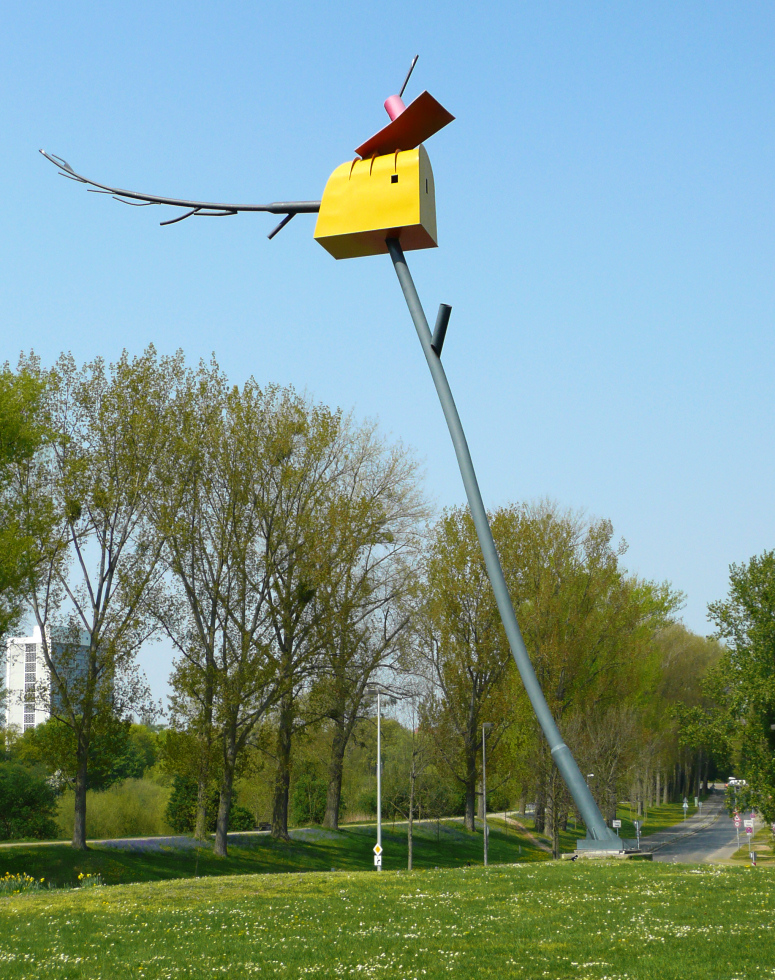
zonder titel (2000), Hannover
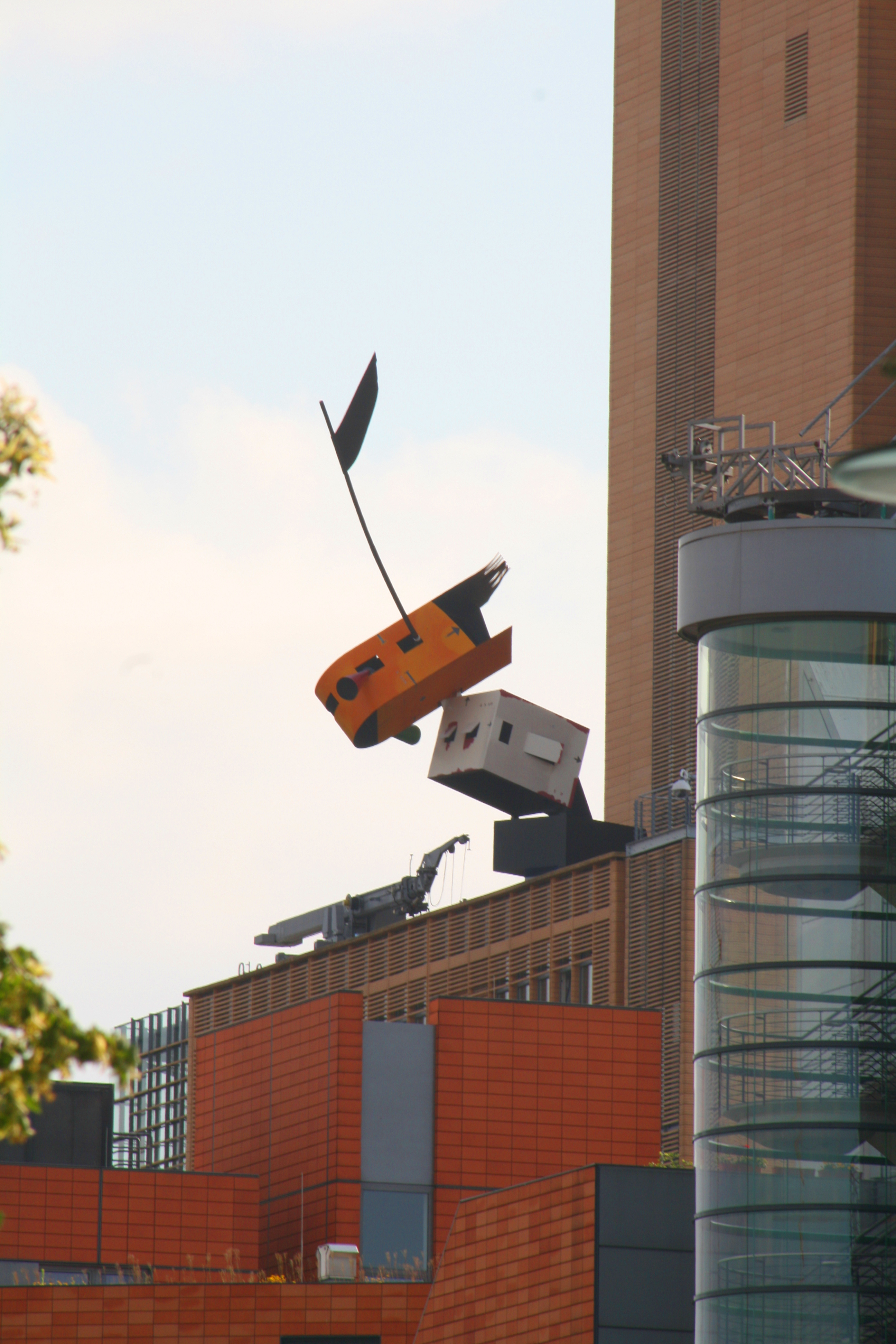
Landed of Gelandet (2001) in Berlijn
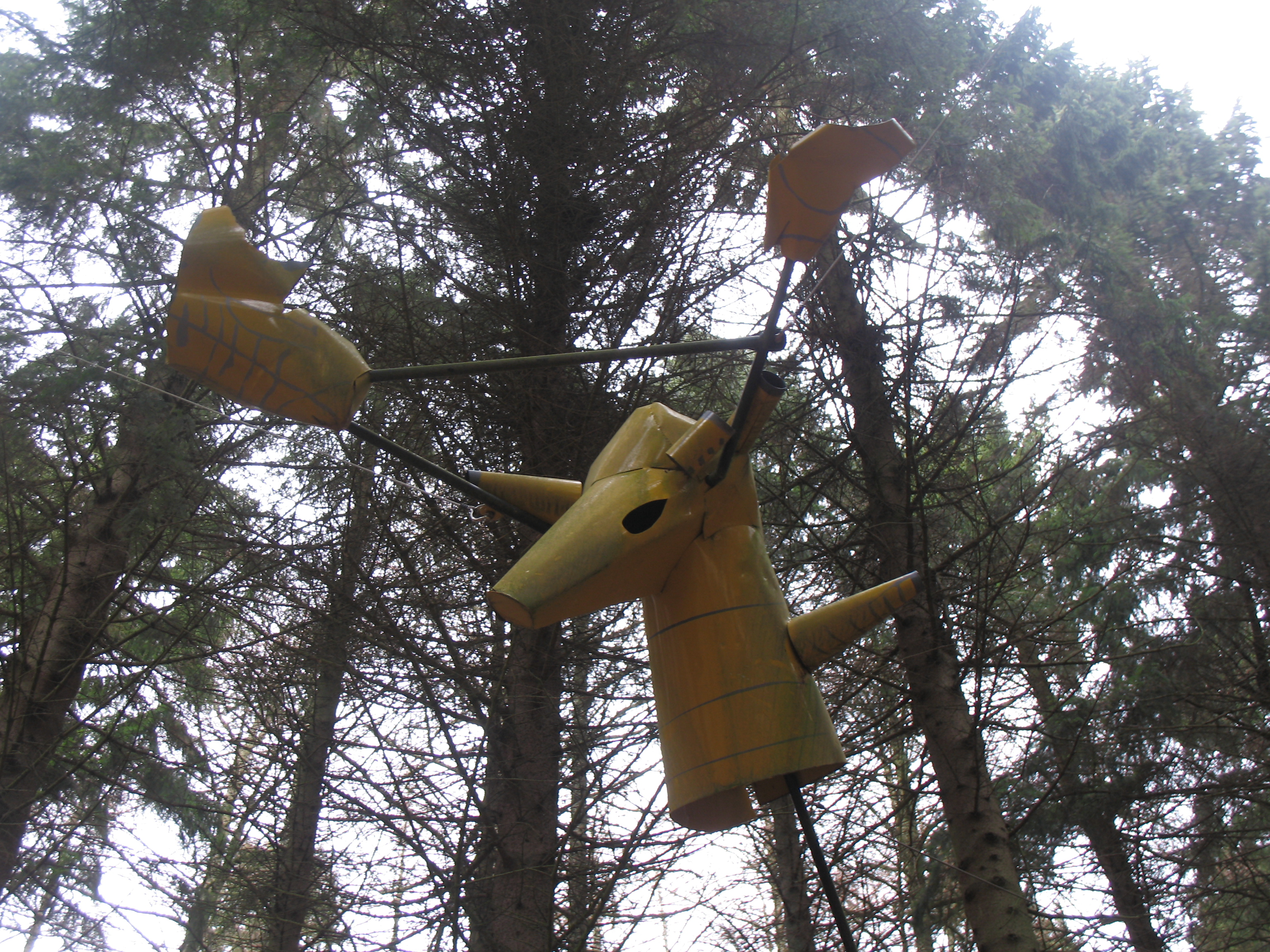
Apparition (2002), Aberdeen
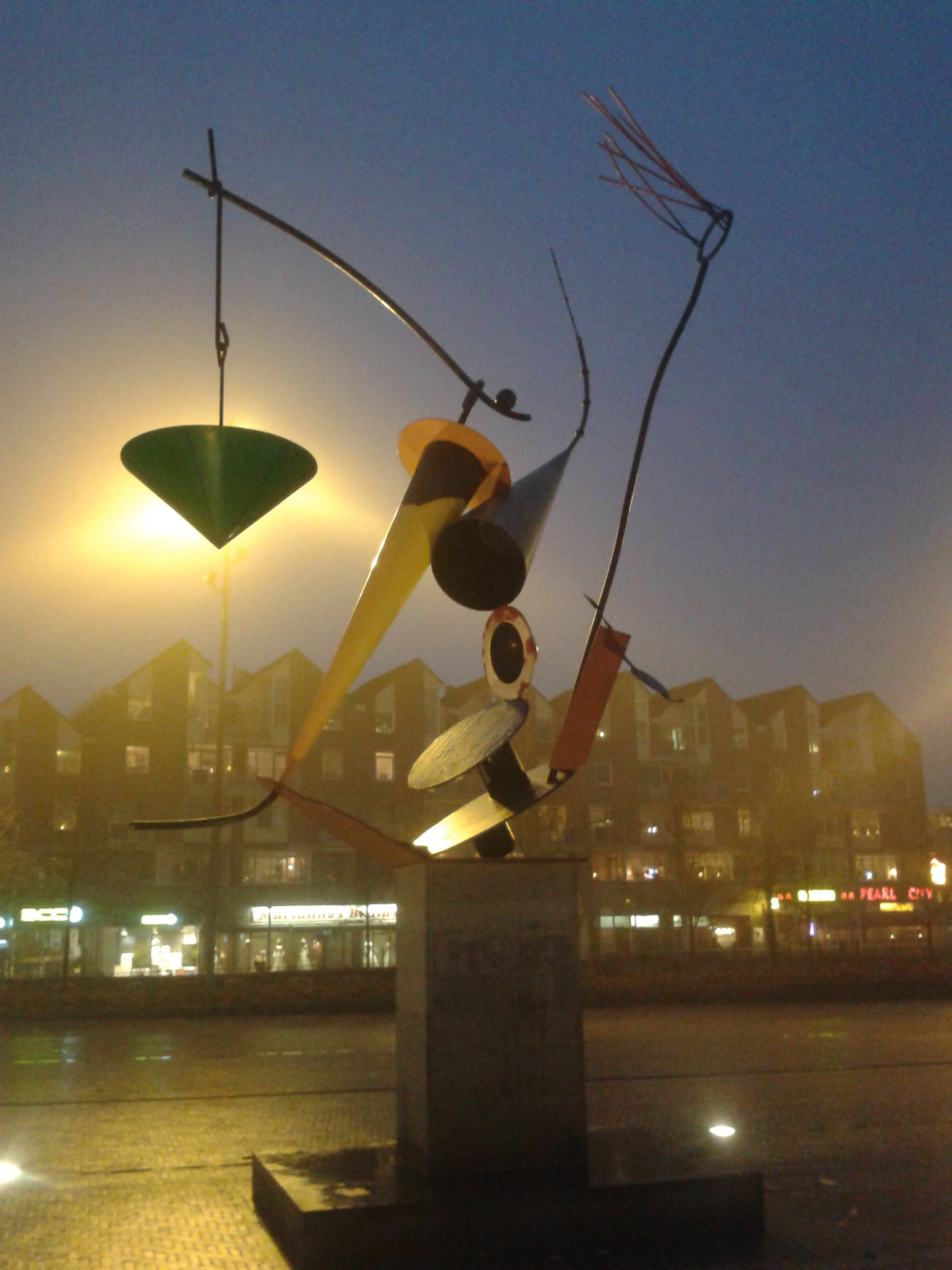
zonder titel (2005), Ede